# 小川英
小川 英（おがわ えい、1930年3月10日 - 1994年4月27日）は、日本の脚本家。本名：小川英二。別名：江里 明。

## 略歴
東京出身。旧制鎌倉中学校（現鎌倉学園）、中央大学法学部卒業。脚本家・池田一朗に師事し、主に日活のアクション映画を執筆。1960年代の日活アクション映画の黄金期を支えた一人である。1970年頃からはテレビドラマに活動の主軸を移し、『太陽にほえろ!』では、番組開始から終了まで関わり、主としてシナリオの監修・手直しをする役割を務めた。これと並行して、アクション、サスペンス、時代劇など、幅広いジャンルで数多くのドラマ作品の脚本を執筆している。
1960年代末には、坪島孝、田波靖男、岩内克己らと映像制作プロダクション「ジャック・プロダクション」を設立。また、シナリオライター養成の私塾「英塾」を主宰し、幾多のライターを輩出した。
1994年4月27日、呼吸不全のため死去。

## 主な担当作品

### 映画
- 太陽をぶち落せ (1958年)
- 星は何でも知っている (1958年)
- ギターを持った渡り鳥 （1959年）
- 都会の空の用心棒
- 野獣の門 (1961年)
- 青い街の狼 (1962年)
- 国際秘密警察 指令第8号（1963年）
- 赤いハンカチ (1964年)
- 黒い賭博師　ダイスで殺せ (1965年)
- 黒い賭博師 (1965年)
- 泣かせるぜ (1965年)
- 二人の世界 (1966年)
- 黒い賭博師　悪魔の左手 (1966年)
- 波止場の鷹 （1967年）
- 殺人狂時代 （1967年）
- 100発100中 黄金の眼 （1968年）
- 燃える大陸（1968年）
- 忘れるものか（1968年）
- 100発100中 黄金の眼（1968年）
- 愛のきずな（1969年）
- 喧嘩博徒 地獄の花道（1969年）
- 野獣の復活（1969年）
- ネオン警察　女は夜の匂い （1970年）
- ゲゾラ・ガニメ・カメーバ 決戦!南海の大怪獣 （1970年）[1]
- 幽霊屋敷の恐怖 血を吸う人形（1970年）
- 呪いの館 血を吸う眼（1971年）
- 血を吸う薔薇（1974年）
- エスパイ （1974年）
- 隠密同心　大江戸捜査網 (1979年)
- 伊賀忍法帖（1982年）

### テレビドラマ
- 東京コンバット（1968年、フジテレビ）
- キイハンター（1968年 - 1973年、TBS）
- 東京バイパス指令（1968年 - 1970年、日本テレビ）
- 遠山の金さん捕物帳（1970年 - 1973年、NET）
- 人形佐七捕物帳（1971年、NET）
- 太陽にほえろ!（1972年 - 1986年、日本テレビ）
- ジキルとハイド（1973年、フジテレビ）
- 剣客商売（1973年、フジテレビ）
- 大江戸捜査網（1973年 - 1991年、東京12ch→テレビ東京）
- ご存知遠山の金さん（1973年 - 1974年、NET）
- 銭形平次（1974年 - 1979年、フジテレビ）
- 剣と風と子守唄（1975年、日本テレビ）
- 長崎犯科帳（1975年、日本テレビ）
- 遠山の金さん（1975年 - 1979年、NET→テレビ朝日）
- 新宿警察（1975年、フジテレビ） - 江里明名義
- 大非常線（1976年、NET）
- 隠し目付参上（1976年、TBS）
- 江戸特捜指令（1976年、TBS）
- 特捜最前線（1977年、テレビ朝日） - 江里明名義
- 江戸の鷹 御用部屋犯科帖（1978年、テレビ朝日）
- 吉宗評判記 暴れん坊将軍（1978年、テレビ朝日）
- 東京メグレ警視シリーズ（1978年、朝日放送制作、テレビ朝日系）
- 俺たちは天使だ!（1979年、日本テレビ）
- 駆け込みビル7号室（1979年、フジテレビ）
- 騎馬奉行（1979年、関西テレビ制作、フジテレビ系）
- ザ・スーパーガール（1979年、東京12ch） - 江里明名義
- 爆走!ドーベルマン刑事（1980年、テレビ朝日）
- 木曜ゴールデンドラマ（読売テレビ制作、日本テレビ系）
  - 俺たちの明日（1980年）
  - この命に愛を!（1980年）
  - 恐怖!パニック!!人喰熊 史上最大の惨劇 羆嵐（1980年）
- 暁に斬る!（1982年、関西テレビ制作、フジテレビ系）
- 遠山の金さん（1982年 - 1986年、テレビ朝日）
- 長七郎江戸日記（1983年 - 1991年、日本テレビ）
- サーティーン・ボーイ（1985年、TBS）
- 銭形平次（1987年、日本テレビ）
- ジャングル（1987年、日本テレビ）
- 三匹が斬る!（1987年 - 1994年、テレビ朝日）
- 名奉行 遠山の金さん（第5シリーズまで）（1988年 - 1993年、テレビ朝日）
- 隠密・奥の細道（1988年、テレビ東京）
- 八百八町夢日記（1989年 - 1992年、日本テレビ）
- 鬼平犯科帳（1989年 - 1993年、フジテレビ）
- ザ・刑事（1990年、テレビ朝日）
- 寛永風雲録（1991年、日本テレビ）
- 徳川無頼帳（1992年、テレビ東京）
- はだかの刑事（1993年、日本テレビ）
- 闇を斬る!大江戸犯科帳（1993年、日本テレビ）

### テレビアニメ
- 魔法のマコちゃん（1971年、NET）

### 人形劇
- 人形劇 三国志（1982年 - 1984年、NHK）
- 人形歴史スペクタクル 平家物語（1995年、NHK）

### ビデオ映画
- 悪徳の勲章（1991年、東映ビデオ）
- 暗黒街の勲章 マニラ極道戦争（1992年、東映ビデオ）

## 関連人物
- 長野洋
- 中野顕彰
- 四十物光男
- 胡桃哲
- 杉村升
- 古内一成
- 蔵元三四郎
- 井川公彦
- 安斉あゆ子
- 山田貴美子